# Sacramentskoor Breda
Het Sacramentskoor Breda is een koor in de Nederlandse stad Breda dat zijn oorsprong vindt in de Sacramentskerk, die in 1925/1926 werd gebouwd aan de Zandberglaan in de wijk Zandberg. Het koor staat bekend om zijn liturgische gezangen en heeft een belangrijke rol gespeeld in de ontwikkeling van de kerkmuziek in Breda en omgeving.

## Geschiedenis
Eerste dirigent van het Sacramentskoor was André Vermeeren. Onder zijn leiding kreeg het koor al snel  een uitstekende reputatie. Het koor zong niet alleen tijdens de reguliere diensten in de Sacramentskerk, maar verzorgde ook concerten en uitvoeringen op andere locaties.
Eind jaren '90 van de vorige eeuw dreigde de Sacramentskerk gesloten te worden en daarmee zou het Sacramentskoor moeten stoppen, omdat het volledig afhankelijk was van het gebouw. Het bestuur bracht alle werkgroepen en koren binnen de parochie samen en ze besloten om het kerkgebouw over te nemen en brachten zowel het Sacramentskoor als de Choralen van de Grote of O.L.V Kerk Breda onder in de Stichting SacramentskerkBreda. Nu zijn deze koren niet alleen de vaste gebruikers van het gebouw, maar ook verantwoordelijk voor het behoud en de exploitatie van de Sacramentskerk.

## Repertoire
Het repertoire van het Sacramentskoor Breda is zeer divers. Het koor zingt niet alleen klassieke kerkmuziek, maar ook hedendaagse muziek.

## Dirigenten
- 1926-1940: André Vermeeren
- 1940-1965: Louis Toebosch
- 1965-1996: Walther Cantrijn
- 1996-2020: Henri de Graauw
- 2020-heden: Ruben de Grauw

## Kooracademie
Het Sacramentskoor is verbonden aan de Kooracademie Breda. 